# 삭로방
삭로 방(索盧放, ? ~ ?)은 후한 초기의 관료로, 자는 군양(君陽)이며, 동군 사람이다.

## 사적
《상서》로 천여 명을 가르쳤다.
군에서 문하연(門下掾)을 지냈는데, 경시제 때 조정의 사자가 군국을 시찰하였다가 태수의 죄를 적발해 참형에 처하려고 하였다. 삭로방은 사자에게 간언하면서 자신이 대신 목을 베이려고 하였고, 사자는 삭로방의 의기에 감탄하여 태수를 사면하였다. 이 일로 삭로방은 명성을 떨쳤다.
건무 6년(30년), 낙양령(洛陽令)이 되었다. 정무를 잘해 명성을 떨쳤으나, 병을 핑계로 사임하려 하였다. 하지만 간의대부(諫義大夫)로 전임되었고, 여러 차례 충언을 올렸다가 병으로 사직하였다.
건무 말에 광무제의 부름을 받았으나, 갈 수 없었다. 광무제는 삭로방에게 수레를 보냈고, 삭로방은 남궁(南宮)의 운대(雲臺)에서 광무제를 알현하였다. 광무제는 삭로방에게 곡식 2천 휘를 하사하였고, 그의 아들을 제수하여 태자중서자(太子中庶子)로 삼았다.
집에서 숨을 거두었다.

## 출전
- 범엽, 《후한서》 권81 독행열전(獨行列傳)